# Siergiej Zambałow
Siergiej Żałsanowicz Zambałow (ros. Сергей Жалсанович Замбалов; ur. 29 września 1964, zm. 16 sierpnia 2020) – radziecki i rosyjski zapaśnik walczący w stylu wolnym. Brązowy medalista mistrzostw świata w 1993, a także mistrzostw Europy w 1994. Trzeci w Pucharze Świata w 1991. Drugi na igrzyskach Dobrej Woli w 1990. Mistrz Rosji w 1993; drugi w 1995. Mistrz ZSRR w 1990 i trzeci w 1986 roku.